# Pseudophasma robustum
Pseudophasma robustum är en insektsart som beskrevs av Morgan Hebard 1919. Pseudophasma robustum ingår i släktet Pseudophasma och familjen Pseudophasmatidae. Inga underarter finns listade i Catalogue of Life.